# Estádio 15 de Abril
O Estádio 15 de Abril, também conhecido popularmente como Estádio do Unión de Santa Fé, é um estádio multiuso localizado na cidade de Santa Fé, capital da província de mesmo nome, na Argentina. A praça esportiva, que leva como nome a data de fundação do clube, usada principalmente para o futebol, pertencente ao Unión de Santa Fé, foi inaugurada em 28 de abril de 1929 e tem capacidade aproximada para 30 000 espectadores.